# Aeroclube de Rio Claro
O Aeroclube de Rio Claro é um aeroclube localizado na cidade de Rio Claro, São Paulo.

## História
Fundado com a iniciativa de um grupo de entusiastas da aviação que defendiam a criação de uma Escola de Pilotagem. Surgiu então a Escola Municipal de Aviação (EMA). A fundação oficial do aeroclube que englobou a Escola de Aviação está registrada em 14 de Abril de 1939, tendo sua primeira turma de pilotos brevetados nesse mesmo ano.
Quando Getúlio Vargas criou o Ministério da Aeronáutica, a Escola Municipal de Aviação passou a chamar-se Aero Clube de Rio Claro, como é até hoje.
Um de seus instrutores na década de 1970 foi o famoso acrobata aéreo Alberto Bertelli.

## Outras informações
- Distância da Capital (km) - Rodoviária: 173 km
- Distância até o Centro da Cidade: 2 km